# Immunogenetyka
Immunogenetyka – gałąź immunologii zajmująca się genetycznymi zagadnieniami odporności na choroby zakaźne (np. malarię), choroby autoimmunologiczne (np. reumatoidalne zapalenie stawów) oraz rolą genetyki w przeszczepianiu tkanek (np. zdolnością do przeszczepu narządów). Termin został po raz pierwszy zastosowany w 1936 r. w pracy naukowej Irwina i Cole'a.